# International Congress of Actuaries
Der International Congress of Actuaries (ICA) ist ein internationaler Kongress der Aktuare. 
Der erste Kongress fand im Jahr 1895 in Brüssel statt. Bisher wurde er dreimal in Deutschland durchgeführt: 1906 in Berlin, 1968 in München und 2018 erneut in Berlin. Seit 1960 findet er alle vier Jahre statt. Der Kongress 2018 in Berlin war mit 2.783 Teilnehmern und 364 Programmbeiträgen von über 500 Vortragenden, Referenten und Moderatoren der bis dahin größte seiner Art.
Der ICA 2026 wird in Tokio, Japan stattfinden.

## Bisherige Kongresse
- 1895 Brüssel, Belgien
- 1898 London, Großbritannien
- 1900 Paris, Frankreich
- 1903 New York, USA
- 1906 Berlin, Deutschland
- 1909 Wien, Österreich
- 1912 Amsterdam, Niederlande
- 1915 Sankt Petersburg, Russland  (organisiert, aber nicht durchgeführt)
- 1927 London, Großbritannien
- 1930 Stockholm, Schweden
- 1934 Rom, Italien
- 1937 Paris, Frankreich
- 1940 Luzern, Schweiz (organisiert, aber nicht durchgeführt; Inhalte veröffentlicht)
- 1951 Scheveningen, Niederlande
- 1954 Madrid, Spanien
- 1957 New York, USA und Toronto, Kanada
- 1960 Brüssel, Belgien
- 1964 London und Edinburgh, Großbritannien
- 1968 München, Deutschland
- 1972 Oslo, Norwegen
- 1976 Tokio, Japan
- 1980 Zürich und Lausanne, Schweiz
- 1984 Sydney, Australien
- 1988 Helsinki, Finnland
- 1992 Montreal, Kanada
- 1995 Brüssel, Belgien
- 1998 Birmingham, Großbritannien
- 2002 Cancún, Mexiko
- 2006 Paris, Frankreich
- 2010 Kapstadt, Südafrika
- 2014 Washington, D.C., USA
- 2018 Berlin, Deutschland
- 2023 Sydney, Australien

## Zukünftige Kongresse
- 2026 Tokio, Japan